# Olympische Sommerspiele 1992/Teilnehmer (Sudan)
| Gelbes Symbol für Goldmedaillen mit stilisierten Olympischen Ringen | Graues Symbol für Silbermedaillen mit stilisierten Olympischen Ringen | Braundes Symbol für Bronzemedaillen mit stilisierten Olympischen Ringen |
| ------------------------------------------------------------------- | --------------------------------------------------------------------- | ----------------------------------------------------------------------- |
| —                                                                   | —                                                                     | —                                                                       |

Der Sudan nahm an den Olympischen Sommerspielen 1992 in Barcelona, Spanien, mit einer Delegation von sechs Sportlern (allesamt Männer) an sieben Wettkämpfen in drei Sportarten teil. Medaillen konnten keine gewonnen werden. Es war die sechste Teilnahme an Olympischen Sommerspielen für das Land. 

## Teilnehmer nach Sportarten

### Gewichtheben
- Mubarak Fadl El-Moula
  - Mittelgewicht

Finale, 90 kg
Reißen: 90 kg, Rang 32
Stoßen: kein gültiger Versuch

### Judo
- Hamid Fadul
  - Halbmittelgewicht

Rang 17

- Awad Mahmoud
  - Leichtgewicht

Rang 34

### Leichtathletik
- Stephen Lugor
  - 400 Meter

Runde eins: ausgeschieden in Lauf neun (Rang acht), 48,94 Sekunden

- Khaled Ahmed Musa
  - Weitsprung

Qualifikationsrunde: Gruppe A, 7,03 Meter, Rang 21, Gesamtrang 42, nicht für das Finale qualifiziert
Versuch eins: 7,03 Meter
Versuch zwei: 7,02 Meter
Versuch drei: 6,54 Meter

- Adam Hassan Sakak
  - 100 Meter

Runde eins: ausgeschieden in Lauf vier (Rang sieben), 11,12 Sekunden
  - 200 Meter Lauf

Runde eins: ausgeschieden in Lauf acht (Rang fünf), 21,96 Sekunden